# Печера (фільм, 2014)
Печера (ісп. La Cueva) — іспанський хорор 2014 року, автор сценарію і режисер Альфредо Монтеро.

## Сюжет
П'ятеро найліпших друзів рушають у похід по мальовничому гірському, приморському узбережжю. Мандруючи по горах, розважаючись та роздивляючись дивовижні пейзажі, компанія натрапляє на печеру. Вирішивши дослідити це місце, рухаючись по приземкуватих лазах, вони опиняються в пастці, і зрештою, в пошуках виходу, починається випробовування їхньої спільноти, котре з часом поступається перевазі прадавніх інстинктів та природному добору.